# Lebanon (Missouri)
Pour les articles homonymes, voir Lebanon.
Lebanon est une ville du Missouri, elle est le siège du comté de Laclede.

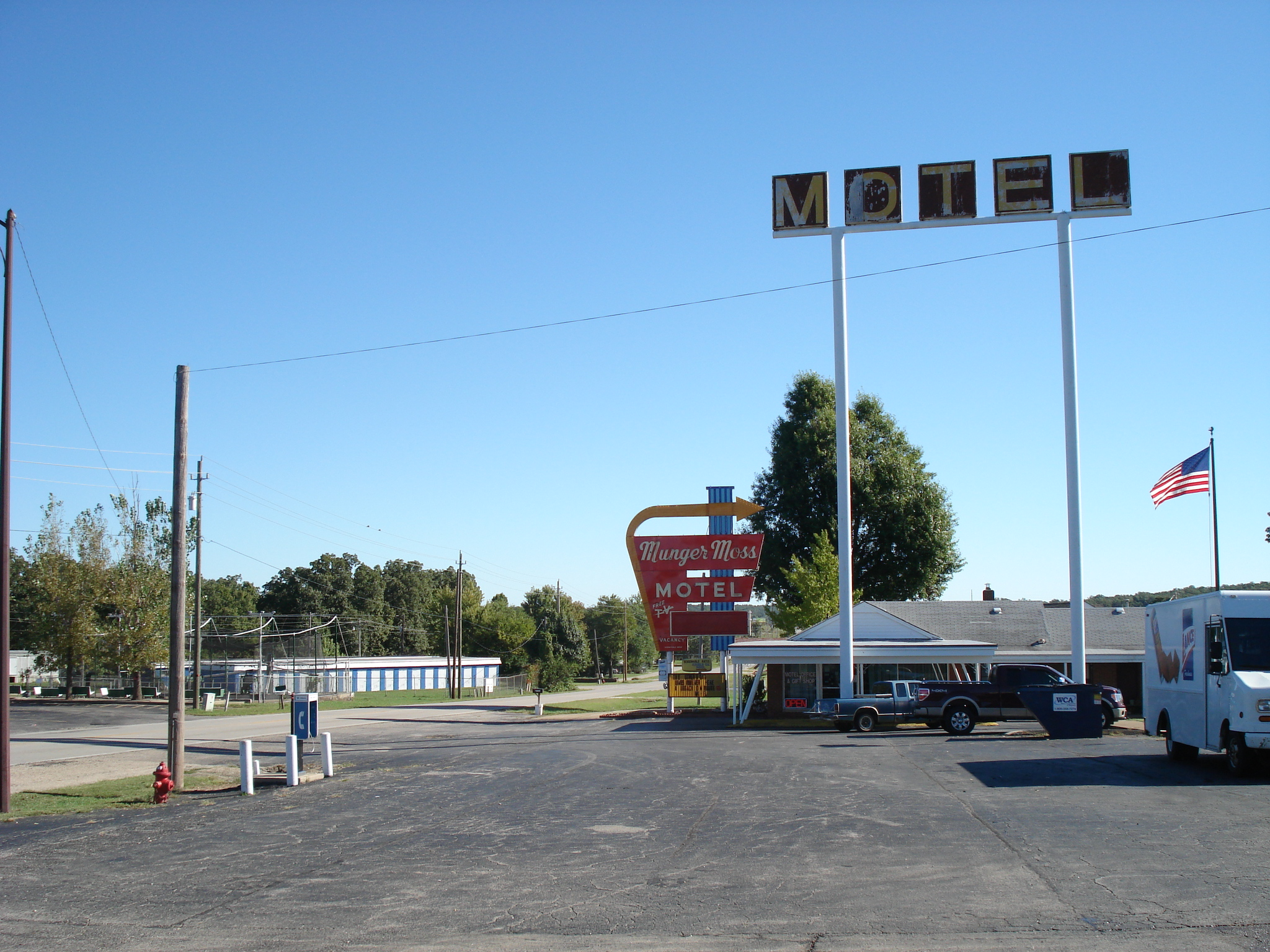
Enseigne du môtel Munger Moss à Lebanon le long de la Route 66